# Youyang
Youyang  (en chino, 酉阳; pinyin, Yǒuyáng) es una condado autónomo bajo la administración del municipio de Chongqing, en el centro de la República Popular China. Limita al norte y oeste con la provincia de Hubei y al este con Pengshui. Su área es de 5167 km² y su población en 2006 fue más de 700 mil habitantes.

## Toponimia
El condado lleva el nombre del río You (酉水) ubicado al sur y Yan que significa sol, 'el sol del [río] You'.
Como las otras regiones autónomas, se caracteriza por estar asociada a un grupo étnico minoritario, en este caso, los tujia y miao. La región recibió la condición de "autónomo" cuando se estableció el Condado autónomo tujia y miao de Youyang en noviembre de 1983.

## Administración
El condado autónomo de Youyang se divide en 39 pueblos que se administran en 2 subdistritos, 19 poblados y 18 villas.